# Ayasa
Ayasa（あやさ、本名：島村 絢沙（しまむら あやさ）、1991年10月19日 - ）は、日本のロックバイオリニスト、声優、YouTuber。学位は学士（音楽）（桐朋学園大学）。東京都出身。身長168cm。エースクルー・エンタテインメントを経てフリー。ZENTA STUDIOと提携。公式ファンクラブは「あやたみんち」、ファンネームは「あやたみんず」(2023年8月7日- Ayacircleより移行)。

## 来歴
1991年10月19日、東京都生まれ。3歳よりヴァイオリンを始める。桐朋学園付属子供のための音楽教室、桐朋女子高等学校音楽科を経て、桐朋学園大学音楽学部弦楽器専攻卒業。それに伴い、学士（音楽）の学位を取得する。これまで岩澤麻子、鷲見健彰に師事。
2005年、第15回日本クラシック音楽コンクール中学生の部 全国大会入選。2009年、第19回日本クラシック音楽コンクール高校生の部 全国大会第4位（1位・2位なし）。世界クラシック シニアの部 銅メダル。東京サミット音楽コンクール 銀賞（最高位）。その他コンクールにて入選多数回。
2008年、イタリア・シエナのキジアーナ音楽院の夏期講習を受講し、サルヴァトーレ・アッカルドに師事。ウィーン国立大学徳島文理大学共同インターナショナル夏期講習会を受講し、エドヴァルド・ツェンコフスキー（Edward Zienkowski、ウィーン国立音大教授）に師事、教授推薦による受講生コンサートにて演奏。
2008年、サントリー天然水（南アルプス、奥大山）のイメージキャラクターを務め、CMに出演。
2009年、桐朋女子高等学校在学中にアンドレ・アニハーノフ指揮／サンクトペテルブルク祝祭交響楽団コンサート・ツアーにソリストとして参加し、東京オペラシティを始め、全国13公演を務める。
2011年、D・A・Iプロデュースによるロック・バイオリン・プロジェクト「Sword of the Far East」に参加、Live活動、音楽制作を行う。ももいろクローバーZのバックバンドの一員として、2013年には西武ドーム、2014年には横浜国際総合競技場（日産スタジアム）と、大規模会場でのパフォーマンスを経験。2015年、「Sword of the Far East」を卒業、ソロアーティストとして、芸能活動を開始。
2016年、ソロ活動と平行してDIR EN GREYのDieとMOON CHILDの樫山圭を中心としたユニット「DECAYS」にヴァイオリニストとして参加。
2018年、ファッションモデルのAKIRAとユニット「+A」（プラスエー）を組み、シングル「忘却のセイント」を発表。
2020年3月より、『BanG Dream!』プロジェクトのバンドユニット「Morfonica」の八潮瑠唯役を担当する。現実にバンド活動を行い、Ayasaはバイオリンを担当するとともに、これにより声優初挑戦となった。
2021年4月30日、2015年から所属していた事務所「JUGGLER」を退所した。その後同年9月11日付でエースクルー・エンタテインメントに所属。2022年5月31日をもって契約期間満了により事務所を退所し、現在はフリーランスとして活動している。
2023年8月、海外での活動を目標としたガールズロックバンド『East Of Eden』結成。

## 人物・エピソード
- YouTubeのAyasa channel[18][5] にて、「バヨリン弾き」「ヲタリスト Ayasa」として初音ミクやアニソンをヴァイオリンでカバーした動画を公開している。2021年8月27日よりリニューアルしたAyasaちゃんねる。でも引き続き投稿している。これまでにカバーした楽曲は「千本桜」、「レット・イット・ゴー」、「only my railgun」など。コスプレ姿で演奏している動画も多い。
- 販売店やライブ後等にサイン会を開催することも多く、ファンとの距離感が近い。
- イナゴの甘露煮が好物との都市伝説があったが、本人曰く苦手とのこと。
- サンリオキャラクターのクロミが大好き。
- 2023年10月に、年度内に運転免許取得に挑戦すると宣言、2024年1月13日ライブMCにて仮免許取得を発表、ツアーファイナルとなる2024年3月3日ライブMCにて本免許取得を発表した。

## ディスコグラフィー

### シングル
|     | 発売日         | タイトル                | 規格品番 | 最高位 |
| --- | -------------- | ----------------------- | -------- | ------ |
| 1st | 2020年11月1日  | GUNSHOT~memory of loved | 配信限定 |        |
| 2nd | 2022年9月19日  | Invitation from a fairy | 配信限定 |        |
| 3rd | 2022年10月19日 | HIGURASHI               | 配信限定 |        |
| 4th | 2023年1月14日  | 籠鳥恋雲                | 配信限定 |        |
| 5th | 2023年4月18日  | 桜めくり                | 配信限定 |        |
| 6th | 2023年8月14日  | Dualism                 | 配信限定 |        |

### アルバム
|            | 発売日        | タイトル              | 規格品番 | 規格品番 | 最高位 |
| 初回限定盤 | 発売日        | タイトル              | 通常盤   |          | 最高位 |
| ---------- | ------------- | --------------------- | -------- | -------- | ------ |
| 1st        | 2011年9月7日  | 序章                  |          | TSM-21   | 圏外   |
| 2nd        | 2014年3月8日  | Ryukyu Sunset Violin  |          | TSM-23   | 圏外   |
| 3rd        | 2014年4月16日 | Sword of the Far East |          | TSM-24   | 159位  |

|            | 発売日        | タイトル                                | 規格品番  | 規格品番    | 最高位 |
| 初回限定盤 | 発売日        | タイトル                                | 通常盤    |             | 最高位 |
| ---------- | ------------- | --------------------------------------- | --------- | ----------- | ------ |
| ベスト1st  | 2017年1月25日 | BEST Ⅰ                                  | MUCD-1375 | MUCD-1376   | 52位   |
| ベスト2nd  | 2017年3月29日 | BEST Ⅰ Special Edition Ver.1            |           | MUCD-8101/2 | 112位  |
| カバー1st  | 2019年8月1日  | ANISONG COVER NIGHT Vol.1               |           | 配信限定    |        |
| カバー2nd  | 2019年10月1日 | ANISONG COVER NIGHT Vol.2               |           | 配信限定    |        |
| カバー3rd  | 2020年7月1日  | ANISONG COVER NIGHT Vol.3               |           | 配信限定    |        |
| カバー4th  | 2021年3月1日  | ANISONG COVER NIGHT Vol.4               |           | 配信限定    |        |
| 配信BEST   | 2021年7月1日  | BEST II                                 |           | 配信限定    |        |
| ライブ     | 2023年5月26日 | LIVE IN JAPAN - SYMPHONIC METALLIZATION |           | 配信限定    |        |

### 映像作品
|     | 発売日        | タイトル        | 規格品番      | 最高位 |
| --- | ------------- | --------------- | ------------- | ------ |
| 1st | 2012年7月25日 | Live Rock!!!!!! | TSM-22（DVD） | 圏外   |
| 2nd | 2014年9月21日 | Girls' Session  | TSM-25（DVD） | 60位   |
| 3rd | 2015年5月27日 | GO ON           | TSM-27（DVD） | 圏外   |

|     | 発売日        | タイトル                       | 規格品番        | 最高位 |
| --- | ------------- | ------------------------------ | --------------- | ------ |
| 1st | 2018年3月28日 | LIVE!! Ayasa Theater episode 7 | FOXD-1001（BD） | 111位  |

### タイアップ
| 楽曲                                  | タイアップ                                        | 時期     |
| ------------------------------------- | ------------------------------------------------- | -------- |
| 戦いの果てに                          | ゲーム『蒼空のリベラシオン』BGM                   | 時期不明 |
| VOICES Strings ver. ～featuring Ayasa | 『Xperia X Performance』CM楽曲                    | 時期不明 |
| 告白の夜                              | 『White Sacas 10th Anniversary』公式テーマソング  | 2017年   |
| 新月（Instrumental）                  | Webアニメ『ぶらどらぶ』海外向けエンディングテーマ | 2021年   |

### 参加作品
| 発売日        | 商品名                                             | 歌                       | 楽曲                                          | 備考                                                                                             |
| ------------- | -------------------------------------------------- | ------------------------ | --------------------------------------------- | ------------------------------------------------------------------------------------------------ |
| 2021年1月9日  | 『ぶらどらぶ』ステッカー&コンピレーションアルバム  | alan、Ayasa              | 「⾚い⾬」                                    | Webアニメ『ぶらどらぶ』日本向けエンディングテーマ                                                |
| 2021年1月9日  | 『ぶらどらぶ』ステッカー&コンピレーションアルバム  | Ayasa                    | 「新月（Instrumental）」                      | Webアニメ『ぶらどらぶ』海外向けエンディングテーマ                                                |
| 2021年3月     | 『ウマ娘 プリティーダービー』WINNING LIVE シリーズ | V/A                      | 「うまぴょい伝説」                            | メディアミックスプロジェクト『ウマ娘 プリティーダービー』メインテーマ バイオリンとしての演奏参加 |
| 2022年6月22日 | First Utterance                                    | Lonesome Blue feat.Ayasa | 「Parallel World (Lonesome_Blue feat.Ayasa)」 |                                                                                                  |

## 書籍
- アートブック「CHRONICLE」（2020年11月1日発売）

## 出演
太字はメインキャラクター。

### 舞台・ミュージカル
- サムライ・ロック・オーケストラ（2012年 - 2014年）
- アリスインプロジェクト「魔銃ドナー[24]」（2015年6月24日 - 7月5日、池袋・シアターKASSAI） - イリア 役
- SEPT presents SANZ II（2018年4月12日・4月15日、銀座 博品館劇場） - イスラー 役[25]
- Fate/Grand Order THE STAGE -神聖円卓領域キャメロット-（2015年9月29日 - 10月8日、Zeppブルーシアター六本木） - 奏者[26]

### CM
- サントリー 南アルプスの天然水 （2008年）
- SONY Xperia VOICES（2016年）
- 日本エスコン マンション「レ・ジェイドシリーズ」（2017年）[27]

### 映画
- もうしません!（2015年） - AYASA（本人） 役 [28]

### Web配信番組
- MORFONICAL/もるふぉにかる（2020年 - 、YouTube）

### テレビアニメ
- BanG Dream! ガルパ☆ピコ 〜大盛り〜 / ふぃーばー！（2020年 - 2021年、八潮瑠唯[29][30]） - 2シリーズ
- バンドリ! ガールズバンドパーティ! 5th Anniversary Animation -CiRCLE THANKS PARTY!-（2022年、八潮瑠唯）
- BanG Dream! Morfonication（2022年、八潮瑠唯[31]）
- BanG Dream! Ave Mujica（2025年、八潮瑠唯[32]）

### 劇場アニメ
- BanG Dream! FILM LIVE 2nd Stage（2021年、八潮瑠唯[33]） - モーションアクターも担当
- 劇場版 BanG Dream! ぽっぴん'どりーむ!（2022年、八潮瑠唯）

### ゲーム
- 蒼空のリベラシオン（2016年、Ayasa[注 1]）
- バンドリ! ガールズバンドパーティ!（2020年 - 、八潮瑠唯[34]） - 声優及び演奏を担当

### ライブ・イベント
2016年
- 5月22日 - インストバンドフェス「V.V Rocks」(新木場Studio Coast)[35]
- 7月3日 - 2ndアルバム「CHRONICLE Ⅱ」リリース記念イベント(お台場・ダイバーシティ東京)[36]
- 8月1日 - SUMMER TERRACE 2016(お台場野外ステージ)[37]
- 8月5日 - GRAND RENEWAL Day,1(渋谷CLUB camelot)[38]
- 9月15日 - 東京ゲームショウ2016(幕張メッセ)[39]
- 10月24日 - 13th TOKYO INTERNATIONAL MUSIC MARKET LIVE(渋谷 TSUTAYA O-EAST)[40]
- 11月6日 - 東京ラーメンショー[41]
- 11月25日 - ワンマンライブ「Ayasa Theater episode 1」(恵比寿CreAto)[42]
- 11月26日 - TOKYO BLACK CIRCUS(ELE TOKYO)[43]
- 12月30日 - COUNTDOWN JAPAN 16/17(幕張メッセ)[44]

2017年
- 1月27日 - ワンマンライブ「Ayasa Theater episode 2」(恵比寿CreAto)[45]

2018年
- 5月12日 - ＋A（プラスエー）(恵比寿CreAto)[46]
- 7月14日 ‐ REAL ANISON Vol.1～姫祭～（高田馬場ESPエンタテインメント東京）

2024年
- Ayasa LIVE TOUR 2024〜A fraction〜
  - 1月13日 - 品川インターシティホール(東京)
  - 1月19日 - バンダイナムコ上海文化センター　ドリームホール(中国公演・上海)
  - 1月21日 - 広州声音共和LiveHouse(中国公演・広州)
  - 2月11日 - 大阪RUIDO(大阪)
  - 2月12日 - 名古屋SPADE BOX(愛知)
  - 2月23日 - 福岡INSA(福岡)
  - 3月3日　- 渋谷ストリームホール(東京)※2023/12/31の告知にて追加発表
- Ayasa VIOLIN LIVE 2024 ~A fraction extra~
  - 6月16日 - 焼津市焼津文化会館小ホール(静岡)
- Ayasa LIVE TOUR 2024 〜D.D.D.〜
  - 11月3日　- 名古屋SPADE BOX(愛知)
  - 11月4日　- 梅田シャングリラ(大阪)
  - 11月16日 - Veats Shibuya(東京)
- Ayasa Violin Live 2025～のんくらしっく～ in COTTON CLUB
- Ayasa LIVE TOUR 2025 〜百花繚乱〜
  - 5月31日 - 名古屋 ell.FITS ALL(愛知)
  - 6月1日　- Music Club JANUS(大阪)
  - 6月8日　- 日本橋三井ホール(東京)

## ライブサポート
- 柏木由紀1stソロライブ〜寝ても覚めてもゆきりんワールド〜 中野サンプラザ（2012年7月13日）
- 柏木由紀2ndソロライブ 寝ても覚めてもゆきりんワールド 〜夢中にさせちゃうぞっ♡〜 国際フォーラム（A）（2013年2月17日）
- ももいろクローバーZ 西武ドーム(サムライ・ロック・オーケストラ)（2013年4月13日・14日）
- 柏木由紀3rdソロライブ 寝ても覚めてもゆきりんワールド 〜もっと夢中にさせちゃうぞっ♡〜 横浜アリーナ（2013年11月7日）
- ももいろクローバーZ 横浜国際総合競技場(日産スタジアム、サムライ・ロック・オーケストラ)（2014年7月26日・27日）
- 吉田栄作 表参道GROUND（2014年12月19日）
- 柏木由紀1st Tour 〜寝ても覚めてもゆきりんワールド日本縦断みーんな夢中にさせちゃうぞっ♡〜（2016年4月14日〜2016年5月29日）
- 山本彩 LIVE TOUR 2016 〜Rainbow〜（2016年）
- 山本彩 LIVE TOUR 2017 〜identity〜（2017年）
- ももいろクローバーZ　ももいろクリスマス2017 〜完全無欠のElectric Wonderland〜(さいたまスーパーアリーナ、2017年12月13日）
- NMB48 山本彩 卒業コンサート SAYAKA SONIC 〜さやか、ささやか、さよなら、さやか〜（万博記念公園、2018年10月27日）
- 山本彩 LIVE TOUR 2019 ～I'm ready～（2019年）

- 山本彩 LIVE TOUR 2020 ～α～（2020年）
- 山本彩 LIVE TOUR 2023 -&-（2023年）
- Sayaka Yamamoto Hall Tour 2024 -RGB- supported by メメントモリ
  - 3月15日 - フェスティバルホール(大阪)
  - 3月23日 - NHKホール(東京)